# La Perrière (Orne)
La Perrière è un comune francese di 287 abitanti situato nel dipartimento dell'Orne nella regione della Normandia.

## Società

### Evoluzione demografica
Abitanti censiti